# Guárico (rijeka)
Guárico (es. Río Guárico) je rijeka na sjeveru Venezuele. Ova je rijeka važna pritoka Rijeke Apure i najveća rijeka savezne države Guárico, po kojoj je ta država i dobila ime. Pripada porječju rijeke Orinoco.
Rijeka Guárico je važna za središnji Llanos, zbog sustava akumulacijskih jezera, koja služe za navodnjavanje države Guárico, kao i za opskrbu Caracasa pitkom vodom.

## Riječni tijek
Guárico izvire na južnim padinama Karipskih Anda, na nadmorskoj visini od 770 metara u državi Aragua. Od izvora teče prema jugoistoku, u gornjem dijelu svog toka prima pritoke Pao i Caramacate prije formiranja akumulacionog jezera Camatagua, čijim se vodama opskrbljuje Caracas.
Na svom toku prema jugu preko Llanosa, prima pritoke Taguay i Payu, prije akumulacijskog jezera Guárico. Nakon što napusti jezero kod grada Calabozo, počinje jako meandrirati jer protiče terenom ispod 100 m nadmorske visine, gdje prima pritok Orituco. U zadnjem dijelu svog toka prije ušća u rijeku Apure mijenja ime u Apurito.
Slijev rijeke Guárico ima površinu od 8000 km².